# Три вальса, соч. 70 (Шопен)
Три вальса, соч. 70 ― сборник вальсов Фридерика Шопена, написанный между 1829 и 1842 годами и посмертно опубликованный Юлианом Фонтаной в 1855 году, через шесть лет после смерти композитора. Каждый из вальсов длится около 2–3 минут.
| Номер вальса | Год написания | Тональность       | Ноты |
| ------------ | ------------- | ----------------- | ---- |
| 1            | 1832          | соль-бемоль мажор |      |
| 2            | 1842          | фа минор          |      |
| 3            | 1829          | ре-бемоль мажор   |      |

Вальс № 3 посвящён Титусу Войцеховскому.